# Нежинский агротехнический колледж
Нежинский агротехнический колледж (укр. Ніжинський агротехнічний коледж) — высшее учебное заведение в городе Нежин Черниговской области Украины.

## История
1 июля 1895 года в городе Нежин Нежинского уезда Черниговской губернии Российской империи было открыто среднее ремесленное училище, начавшее подготовку машинистов сельскохозяйственных машин, слесарей и столяров.
18 (31) января 1918 года в Нежине была установлена Советская власть, 5 марта 1918 года он был оккупирован наступавшими австро-немецкими войсками, в дальнейшем город оказался в зоне боевых действий гражданской войны. В ночь с 20 на 21 ноября 1919 года город заняли части 12-й армии РККА и Советская власть была восстановлена.
С 1920 года училище возобновило работу, в ходе индустриализации в 1933 году оно было преобразовано в техникум. В 1930е годы техникум в основном обучал механиков сельскохозяйственных машин.
В ходе Великой Отечественной войны Нежин был оккупирован немецкими войсками (13 сентября 1941 — 15 сентября 1943). После окончания боевых действий началось восстановление города.
Нежинский техникум механизации сельского хозяйства возобновил работу.
В 1970 году за достижения в области подготовки специалистов для сельского хозяйства техникум был награждён орденом «Знак Почёта».
После провозглашения независимости Украины техникум был передан в ведение министерства сельского хозяйства и продовольствия Украины.
4 августа 1993 года техникум был реорганизован в Нежинский агротехнический колледж.
В марте 1995 года Верховная Рада Украины внесла колледж в перечень предприятий, учреждений и организаций, приватизация которых запрещена в связи с их общегосударственным значением.
В июне 2005 года колледж был аккредитован как высшее учебное заведение III уровня.
В 2014 году колледж вошёл в состав Национального университета биоресурсов и природопользования Украины.

## Современное состояние
Колледж является высшим учебным заведением I—II уровней аккредитации, которое осуществляет подготовку младших специалистов.